# 秋田縣公安委員會
秋田縣公安委員會（日语：／ Akitaken kō'an-i'inkai */?）是由秋田縣知事所轄，負責管理秋田縣警察的行政委員會，由3名委員組成。

## 委員
- 委員長
  - 安藤巳智子
- 委員
  - 鹽谷國太郎
  - 柴田寛彦

## 下部組織
- 秋田縣警察

## 外部連結
- 秋田県公安委員会 （页面存档备份，存于）